# Andrew Smith (homme politique)
Pour les articles homonymes, voir Andrew Smith.
Andrew David Smith (né le 1er février 1951) est un homme politique britannique du parti travailliste qui est député pour Oxford Est de 1987 à 2017. Il est Secrétaire en chef du Trésor de 1999 à 2002, puis Secrétaire d'État au Travail et aux Retraites de 2002 à 2004.

## Jeunesse
Il fait ses études à Reading School et au St John's College d'Oxford, où il obtient un BA et un BPhil. Il est agent des relations avec les membres pour Oxford and Swindon Co-op Society de 1979 à 1987. Il devient conseiller municipal d'Oxford en 1976, quittant le conseil en 1987. Il se présente pour Oxford East en 1983.

## Carrière parlementaire
Smith est élu député d'Oxford East, en 1987 sur le Parti conservateur. Après la victoire du Labour aux élections générales de 1997, il est nommé ministre au ministère de l'Éducation et de l'Emploi. Il est Secrétaire en chef du Trésor de 1999 à 2002, puis Secrétaire d'État au Travail et aux Retraites. Il démissionne de ce poste le 6 septembre 2004 pour passer plus de temps avec sa famille. Il est réélu à son siège d'Oxford East lors des élections générales de 2005, mais voit sa majorité réduite de 90%.
Certains se souviennent surtout de lui pour son opposition à la privatisation du contrôle du trafic aérien en 1996 en déclarant «Notre air n'est pas à vendre» uniquement pour que les travaillistes changent de politique et proposent ainsi un partenariat public-privé pour les services nationaux de la circulation aérienne.
Smith est également le président et l'un des membres fondateurs des parlementaires internationaux pour la Papouasie occidentale, lancés en octobre 2008.
Smith s'est parfois rebellé contre son parti au Parlement, sur des questions telles qu'une troisième piste à Heathrow, le renouvellement de Trident par le gouvernement, et est connu pour soutenir les motions de l'opposition libéral-démocrate sur les votes concernant les droits des Gurkhas à rester en Grande-Bretagne et l'introduction du vote unique transférable pour les élections.
En 2005, les libéraux démocrates sont à 963 voix d'emporter son siège, la baisse du soutien au parti travailliste étant largement attribuée à la guerre en Irak, mais en 2010, Andrew Smith remporte une victoire confortable avec un basculement de 4,1% vers le parti travailliste, contrant la tendance nationale. De même, en 2015, Smith est réélu avec 50% des voix, soit une augmentation de 7,5% par rapport à 2010.
En 2015, à la dernière minute, Smith parraine Jeremy Corbyn comme candidat à la tête du parti travailliste bien qu'il ne soutienne pas réellement Corbyn, mais parce qu'il voulait un "large débat" sur la direction du parti travailliste. Smith est le 35e député travailliste à nominer Corbyn, ce qui signifie que le seuil nécessaire pour que Corbyn soit candidat a été atteint. Il soutient Owen Smith lors des élections à la direction du Parti travailliste de 2016.
Le 19 avril 2017, Smith annonce qu'il ne se présenterait pas aux élections générales de 2017.

## Vie privée
Smith est marié à Valerie Miles, un ancien maire d'Oxford, conseiller de comté au conseil du comté d'Oxfordshire et conseiller municipal au conseil municipal d'Oxford du 26 mars 1976 jusqu'à sa mort en 2015. Ils ont un fils, Luke.